# Коронавірусна хвороба 2019 у Сан-Марино
Спалах коронавірусної хвороби 2019 в Сан-Марино — це поширення пандемії коронавірусної хвороби 2019 на територію Сан-Марино.
Маючи 553 підтверджених випадків станом на 28 квітня 2020 року із 33 334 населення (станом на 2018 рік), це країна з другим найбільшим відсотком підтверджених випадків на душу населення — 1,66 % або ж 1 підтверджений випадок на 61 жителі. Крім того, із 41 підтвердженими випадками смерті країна має найвищий рівень підтверджених випадків смерті на душу населення — 0,123 %, від загальної кількості населення — 1 смерть на 814 жителі. Коефіцієнт смертності становить 7,62 %.

## Хронологія
27 лютого Сан-Марино оголосила про перший підтверджений випадок коронавірусної хвороби 2019 у 88-річного чоловіка з раніше існуючими медичними умовами, який прибув з Італії. Його госпіталізували до лікарні в Ріміні, Італія.
1 березня було підтверджено ще 7 випадків, і Координаційна група з питань надзвичайних ситуацій у галузі охорони здоров'я підтвердила, що 88-річний чоловік помер, ставши першим померлим від вірусу санмаринцем.
8 березня кількість підтверджених випадків зросла до 36.
10 березня було підтверджено 63 випадки.
11 березня було підтверджено вже 66 випадки зараження коронавірусом. Кількість смертельних випадків збільшилася до 3.
Станом на 12 березня кількість підтверджених випадків зросла до 67, а кількість смертей, спричинених вірусом — до 5.
14 березня уряд розпорядився запровадити загальнонаціональний карантин до 6 квітня.